# Franz Böhm
Franz Böhm (Gerlingen, 1999) è un attivista, produttore cinematografico e regista tedesco naturalizzato britannico, vincitore di un premio BAFTA.

## Biografia
Böhm è nato nel 1999 a Stoccarda, in Germania.  A undici anni ha perso il padre in un incidente motociclistico. Fin da giovanissimo ha iniziato a lavorare in numerosi film e spot pubblicitari come assistente di produzione o fattorino. A soli 16 anni ha diretto il suo primo cortometraggio, Harmony of Others, incentrato sulle interazioni tra giovani provenienti da contesti sociali differenti. Nel 2017 ha realizzato Christmas Wishes, un docufilm di media lunghezza, romanzato, che racconta le storie di due persone senzatetto a Berlino. Per realizzarlo, Böhm ha vissuto una settimana tra i senzatetto. Il progetto ha aperto il BW Youth Film Award 2017 e ha ricevuto riconoscimenti in diversi festival cinematografici.
Böhm ha fatto il suo debutto internazionale nel 2019 con il cortometraggio Good Luck. Il film è stato presentato in anteprima al British Independent Film Festival 2019, dove ha vinto il premio per la "Migliore fotografia". Ha fatto il suo debutto cinematografico nel 2021 con il documentario Dear Future Children. Il film ha vinto il Premio del Pubblico alla sua prima mondiale al Max Ophüls Prize Film Festival e alla sua successiva anteprima svizzera all'International Film Festival e al Forum on Human Rights, stabilendo diversi record. Il film di 89 minuti è stato anche nominato in molti dei più grandi festival internazionali di documentari del mondo, tra cui CPH:DOX. All'Hot Docs International Film Festival, il film ha vinto il premio del pubblico. Il film si concentra sul tema dell'attivismo giovanile internazionale attraverso le esperienze di tre attivisti di Hong Kong, Uganda e Cile. Il progetto è stato finanziato attraverso una campagna su Kickstarter.com, che ha raccolto 22.039 euro da 391 sostenitori.
Nel 2022 Böhm è diventato il più giovane regista ad aggiudicarsi sia il Premio del Pubblico che il Gran Premio al Deutscher Dokumentarfilmpreis (Premio tedesco del documentario).
Ha completato un master in regia alla National Film and Television School, in Inghilterra. Il suo film di diploma, Rock, Paper, Scissors, ha vinto nella categoria Miglior cortometraggio britannico ai BAFTA Awards 2025. Il film si ispira alla storia vera di un giovane soldato ucraino che Böhm ha incontrato nel Regno Unito, ed è interpretato dall’attore ucraino Oleksandr Rudynskyi.
Produzione britannica, Rock, Paper, Scissors è stato presentato in anteprima il 13 ottobre 2024 al Show Me Shorts Film Festival in Nuova Zelanda, un festival qualificante per un  festival qualificato per l'Academy Award®. Successivamente è stato proiettato in diversi prestigiosi festival internazionali, tra cui il British Urban Film Festival, l'Aesthetica Film Festival. Ha inoltre ricevuto riconoscimenti anche al St. Louis International Film Festival negli Stati Uniti, dove è stato nominato per il Premio del Pubblico come Miglior Cortometraggio Live Action, categoria anch’essa qualificante per gli Academy Awards®.

## Filmografia
- Harmonie der Anderen (2016)
- Christmas Wishes (2018)
- Good Luck (2019)
- Dear Future Children (2021)
- Rock, Paper, Scissors (2024)